# 徳三宝

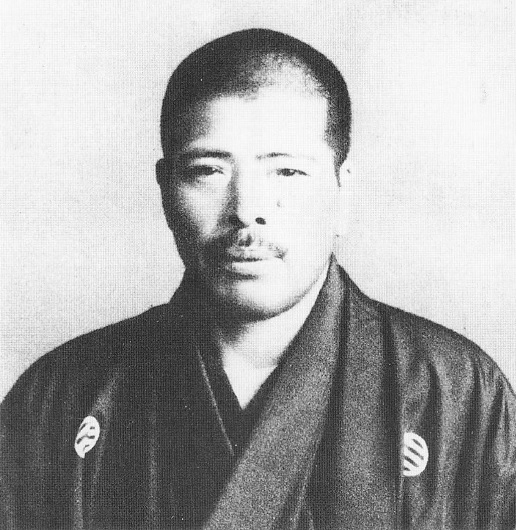
48歳時の徳

徳 三宝（とく さんぽう、1887年12月12日 - 1945年3月10日）は、日本の柔道家。講道館柔道九段。大日本武徳会柔道教士。

## 経歴
鹿児島県の徳之島（大島郡天城町兼久）出身。亀津小学校から鹿児島県立第二鹿児島中学校（現在の鹿児島県立甲南高等学校）へ進学。剣道・柔道に励み、全九州の中学柔道大会を制しその名を知られる。師事した七校の佐村嘉一郎三段（後の十段）の勧めで上京し、東京高等師範学校体育科へ入学後、1906年に講道館へ入門。
一日に100本超える程の猛稽古を積み上達すると、当時の講道館でも最強を誇り、稽古中に姿勢が崩れる事のない強さ故に野中の一本杉とあだ名され、また、“膝つき一本（徳に膝をつかせただけでも、通常の一本に値するという意）”という言葉が生まれた。なお、徳は「柔道は相手を投げる為のものであり、受身が巧くても意味はない」と放言し、現に受身を殆ど稽古しなかったとの語り草がある。この頃の三船久蔵や田畑昇太郎（共に後の十段）との名勝負で全国にその名を轟かせると同時に、講道館の暴れ者としても知られ、当時在京していた空手家の船越義珍に対決を申し込んだりもした。
1912年、講道館に試合を申し込んできた、当時寄港中のブラジル艦隊の水兵15人を返り討ちにしたが、これが政治的な問題となり、講道館を破門される。破門理由については、徳の強さ・昇段の早さを周囲が妬み、嘉納館長がかばいきれなくなった為だとか、鹿島神流・國井善弥の道場破りに徳が敗北し、逆に徳が国井の強さに惚れ込んで師事してしまった為など、諸説ある。
6年後の1917年に破門を許された後は柔道師範として、林岩三や牛島辰熊など後進の指導に当たったほか、40歳を越えた徳自身も全日本選士権に出場し、第1回大会（1930年）こそ1回戦で宇土虎雄6段に優勢負けを喫したものの、第3回大会（1932年）では3位に食い込んだ（第1回大会は専門成年前期の部、第3回大会は専門成年後期の部）。地区予選・本大会を含めて、既に講道館の名物男となっていた徳が試合場にあがると会場は大変盛り上がったという。
1945年3月10日、東京大空襲で猛火の中、罹災者の救助に奔走したが、逝去。58歳没。郷土の天城町立天城中学校に、その功績を称える銅像が存在する。また、江戸川区の最勝寺に頌徳碑と徳夫妻の墓がある。
その生涯は1961年のNHKドラマ『あすをつげる鐘』で取り上げられたほか、NHK大河ドラマ『いだてん〜東京オリムピック噺〜』に、東京高等師範学校時代の徳が登場している（演：阿見201）。

## モデルとした作品
ドラマ
- 『あすをつげる鐘』「柔道の鬼 徳三宝」　NHK総合　全7回　1961年10月5日～1961年11月16日

書籍
- 『柔道一代　徳三宝』指宿英造・著　南方新社　2007年